# Юлиус Велхаузен
Юлиус Велхаузен (на немски: Julius Wellhausen) е германски ориенталист и библеист.

## Биография
Роден е на 17 май 1844 година в Хамелн в семейството на протестантски пастор. Завършва теология в Гьотингенския университет и в кариерата си преподава в него, както и в Грайфсвалдския, Хале-Витенбергския и Марбургския университет. Първоначално изследва Стария завет, след това исляма и накрая Новия завет. Той е един от създателите на Документалната хипотеза за произхода на Петокнижието.
Велхаузен умира на 7 януари 1918 година в Гьотинген.